# Янушувка (Мазовецьке воєводство)
Янушувка (пол. Januszówka) — село в Польщі, у гміні Збучин Седлецького повіту Мазовецького воєводства.
Населення — 220 осіб (2011).
У 1975-1998 роках село належало до Седлецького воєводства.

## Демографія
Демографічна структура станом на 31 березня 2011 року:
|          | Загалом | Допрацездатний вік | Працездатний вік | Постпрацездатний вік |
| -------- | ------- | ------------------ | ---------------- | -------------------- |
| Чоловіки | 115     | 22                 | 78               | 15                   |
| Жінки    | 105     | 26                 | 59               | 20                   |
| Разом    | 220     | 48                 | 137              | 35                   |